# Lioscincus
Lioscincus is een geslacht van hagedissen uit de familie skinken (Scincidae).

## Naam en indeling
De wetenschappelijke naam van de groep werd voor het eerst voorgesteld door José Vicente Barbosa du Bocage in 1873. Er worden tegenwoordig twee soorten erkend maar lange tijd was het soortenaantal hoger. In 2015 werden veel soorten afgesplitst naar andere geslachten zoals Caesoris, Epibator en Phasmasaurus (Sadlier, Bauer, Shea & Smith).

## Verspreiding
Beide soorten komen endemisch voor in Nieuw-Caledonië.

## Beschermingsstatus
Door de internationale natuurbeschermingsorganisatie IUCN is aan beide soorten een beschermingsstatus toegewezen. Lioscincus steindachneri wordt beschouwd als 'bedreigd' (Endangered of EN) en de skink Lioscincus vivae staat te boek als 'ernstig bedreigd' (Critically Endangered of CR).

## Soorten
Het geslacht omvat de volgende soorten, met de auteur en het verspreidingsgebied.
| Naam                     | Auteur                                 | Verspreidingsgebied |
| ------------------------ | -------------------------------------- | ------------------- |
| Lioscincus steindachneri | Bocage, 1873                           | Nieuw-Caledonië     |
| Lioscincus vivae         | Sadlier, Bauer, Whitaker & Smith, 2004 | Nieuw-Caledonië     |